# Alocação de recursos
Em economia, a alocação de recursos é a atribuição dos recursos disponíveis a várias utilizações. No contexto de toda uma economia, os recursos podem ser alocados de várias formas, como os mercados ou o planejamento.
Na gestão de projetos, a alocação ou gestão de recursos é a programação das atividades e dos recursos necessários a essas atividades, tendo em conta a disponibilidade dos recursos e o tempo do projeto.

## Economia
Em economia, o domínio das finanças públicas trata de três grandes áreas: a estabilização microeconômica, a distribuição do rendimento e da riqueza e a alocação de recursos. Grande parte do estudo da alocação de recursos é dedicada a encontrar as condições em que determinados mecanismos de alocação de recursos conduzem a resultados segundo a Eficiência de Pareto, em que a situação de nenhuma parte pode ser melhorada sem prejudicar a de outra parte.

## Planejamento estratégico
No planejamento estratégico, a alocação de recursos é um planejamento para utilizar os recursos disponíveis, por exemplo, os recursos humanos, especialmente a curto prazo, para atingir os objetivos para o futuro. É o processo de repartir recursos escassos entre os vários projetos ou unidades de negócio.
Há várias abordagens para resolver problemas de alocação de recursos, por exemplo, recursos podem ser alocados através de uma abordagem manual, uma abordagem algorítmica ou uma combinação de ambas.
Podem existir ecanismos de contingência, tais como uma classificação de prioridade de itens excluídos do planejamento, mostrando quais itens devem ser financiados caso mais recursos sejam disponibilizados e uma classificação de prioridade de alguns itens incluídos no prognóstico, mostrando quais itens devem ser sacrificados se o financiamento total for reduzido.

## Algoritmos
A alocação de recursos pode ser decidida através da utilização de programas de computador aplicados a um sector específico para distribuir automaticamente e de forma dinâmica os recursos aos candidatos.
Isto é especialmente comum em dispositivos eletrônicos dedicados ao planejamento e à comunicação. Por exemplo, a alocação de canais em comunicações sem fios pode ser decidida por uma estação emissora-receptora de base utilizando um algoritmo adequado.
Uma classe de recurso em que os candidatos licitam os melhores recursos de acordo com a disponibilidade desses, tal como num modelo de negócio de leilão online, conforme a teoria do leilão.
Em um artigo sobre alocação de intervalo de tempo de CPU num algoritmo de leilão é comparado ao agendamento de compartilhamento proporcional.